# Rimekalvane
Die Rimekalvane (norwegisch für Frostkälber) sind eine kleine Gruppe von Nunatakkern im ostantarktischen Königin-Maud-Land. In den Weyprechtbergen der Hoelfjella ragen sie 6 km östlich der Dekefjellrantane auf. Zu der Gruppe gehört der Okskaya Nunatak.
Entdeckt und anhand von Luftaufnahmen kartiert wurden sie bei der Deutschen Antarktischen Expedition 1938/39 unter der Leitung des Polarforschers Alfred Ritscher. Norwegische Kartographen, welche auch die Benennung vornahmen, kartierten sie erneut anhand von Luftaufnahmen der Dritten Norwegischen Antarktisexpedition (1956–1960).